# Thies Mynther

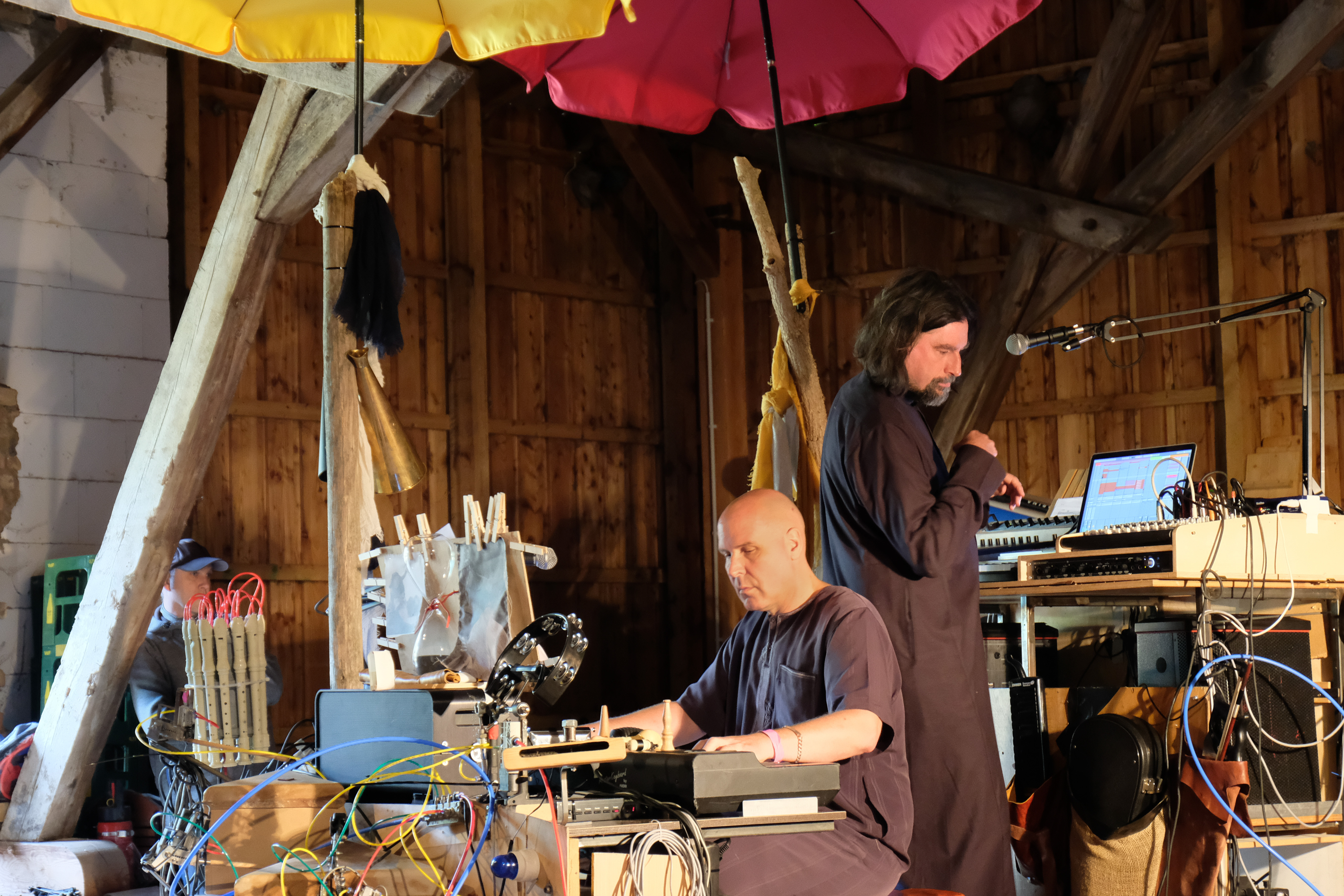
Thies Mynther (links) und Veit Sprenger während einer Performance (2021)

Thies Mynther (* 26. Februar 1968 in Bamberg) ist ein deutscher Musikproduzent, Texter und Komponist.

## Leben
Thies Mynther, Geburtsname Thies Münther, wurde als Sohn von Hanne-Martje und Hartmut Münther geboren. Er hat einen Bruder, Jan, und eine Schwester, Julia. Er lebt und arbeitet  in Hamburg, Berlin und zeitweise auf Hiddensee.

### Pop
Nach ersten Kleinstveröffentlichungen in der punkgeprägten Kassettenszene der ausgehenden 1980er gründete er 1990 in Essen das Kleinstkollektiv Die Allwissende Billardkugel und trat der Rockband Die Regierung bei. Nach dem Umzug nach Hamburg 1991 spielte er als Gast diverse Tasteninstrumente auf Alben von Huah!, den Sternen, Bernd Begemann, den Fünf Freunden und Tocotronic. Mitte der 1990er Jahre wurde Mynther Mitglied und Autor bei den gerade entstehenden Bands Stella und Superpunk. Das mit Mense Reents und Jimi Siebels aufgebaute Imperial-Studio wurde zu einem belebten Ort. 1997 produzierte er das zweite Album El Niño von Daniel Puente Encinas Band Niños Con Bombas. Er spielte mit Erobique Konzerte unter dem Namen Platinum Flaviour und machte regelmäßig Remixe, u. a. für Peter Licht oder Phonoboy. 1999 bildete er zusammen mit Dirk von Lowtzow Phantom/Ghost und wurde angeschlossenes Mitglied und Produzent von Das Bierbeben. Mit allen Formationen veröffentlichte er Alben und ging auf ausgedehnte Tourneen.
Unter dem Teamnamen Glove produzierte er gemeinsam mit dem DJ Tobi Neumann Alben von Chicks on Speed und Miss Kittin, zudem erschienen auf Playhouse und Cocoon einige Maxis  und diverse Remixe u. a. für Ladytron, Human League, 2raumwohnung und The KLF. 2011 erarbeitete er gemeinsam mit Tamer Fahri Özgönenc und Dillon ihr erstes Album This Silence Kills sowie 2014 einen Teil des Follow-ups The Unknown.

### Film
Mynther komponierte Filmmusik z. B. für Lauf der Dinge (2006), Die Anruferin (2007) oder Landjäger (2021). Mit der Filmemacherin Sandra Trostel arbeitet er regelmäßig als Sounddesigner, Komponist und dramaturgischer Berater, zuletzt an den Dokumentarfilmen Utopia Ltd. und Everybody’s Cage.

### Theater
Seit 2009 arbeitet er als Komponist, Musiker und musikalischer Leiter u. a. mit Nicolas Stemann, Sebastian Baumgarten, Bastian Kraft, Brit Bartkowiak, Ulrich Matthes und Josua Rösing, sowie in freien Formen mit Gruppen wie Showcase Beat Le Mot oder in einer Art gemeinsamer performativer Werkschau von Phantom Ghost und Cosima von Bonin namens Retrospectres im Haus der Berliner Festspiele/Kampnagel HH/Mumok Wien. Er war u. a. zu Gast am Schauspielhaus und auf Kampnagel in Hamburg, dem Deutschen Theater, der Akademie der Künste und dem Hebbel am Ufer in Berlin und den Staatstheatern Mainz, Oldenburg und Bratislava.
2014 erschien ein von Mynther ausgearbeitetes Notenbuch mit 22 ausgewählten Kompositionen der Gruppe Phantom Ghost bei der Galerie Buchholz. 2016 erarbeitete und produzierte er mit Jason Danino Holt im Rahmen des Internationalen Sommerfestivals auf Kampnagel das Stück I Know It When I See It, eine musiktheatrale Auseinandersetzung mit Pornographie.

## Theaterstücke
- 2009: Die heilige Johanna der Schlachthöfe
- 2010: 1534
- 2012: Muttersprache Mameloschn
- 2013: Wastwater
- 2013: Yellow Line
- 2013: Deportation Cast
- 2014: Die Ballade vom fliegenden Holländer
- 2014: Der Besuch der alten Dame
- 2014: Phantom Ghost-Retrospectres
- 2014: Das Land der ersten Dinge/Bludičky
- 2014: Lilli/Heiner
- 2014: Parzival
- 2015: Whore/Raful und das Meer
- 2015: Gefühle I
- 2016: Das Feuerschiff
- 2016: I Know it When I see It
- 2016: Gefühle Grosser Saal
- 2017: Lehman Brothers
- 2017: Die Winterreise
- 2017: Showcase Beat Le Mot zeigen Gefühle

## Diskographie (Auswahl)
Thies Mynther And Fee Kuerten:
„Let’s Become Pornography“ (Digital Release/Bloody Hands 2017)
Dillon:
„The Unknown“  (CD/12 Inches-BPitch Recordings 2014)
„This Silence Kills“ (CD/12 Inches-BPitch Recordings 2011)
Chicks on Speed:
„Will save us all“ (LP/CD, Chicks On Speed Records, 2000)
„99 Cents“ (LP/CD, Chicks On Speed Records/Labels, 2003)
Miss Kittin:
„i.com“ (CD+2x12″+6x7″, Labels, 2004)
Phantom/Ghost:
„Phantom/Ghost“ (CD, Ladomat, 2000)
„To Damascus“ (CD/LP, Ladomat/Mute, 2003)
„Three“ (CD/LP, Lado/Dial, 2006)
„Thrown out of drama school“ (CD/LP, Dial 2009)
„Pardon My English“ (CD/LP, Dial 2012)
Superpunk:
„A bisserl was geht immer“  (LP/CD L’Age d’Or/Fidel Bastro, 1999)
„Wasser Marsch“ (LP/CD L'Age d'Or, 2001)
„Einmal Superpunk, bitte!“ (LP/CD, L’Age d’Or, 2004)
„Why not?“ (CD/LP, Tapete Records 2007)
„Die Seele des Menschen unter Superpunk“ (CD/LP Tapete Records, 2009)
Stella:
„Stella EP“ (12 Inch, L’age d’Or, 1996)
„Extralife“ (CD/LP, L’age d’Or, 1998)
„Finger on the trigger for the years to come“ (CD/LP, L’age d’Or, 2000)
„Better Days Sounds Great“ (CD/LP, L’age d’Or, 2004)
„Fukui“ (CD/LP, Clouds Hill Recordings 2010)
Das Bierbeben:
„No Future No Past“ (Do-LP/CD, Shitkatapult, 2004)
„Alles Fällt“ (Do-LP/CD, Shitkatapult, 2006)
Glove:
„Wunderbar“ (12 Inch, Playhouse, 2003)
„Drogenkontrolle“ (12 Inch+Sampler, Cocoon Records, 2001)
The Y2ks:
„Sydney Harbour Bridge“ (12″/CD on L’Age d’Or-Compilation 1999, also on 12″/CD, Monza-Compilation, 2001)
Die Regierung:
„So Drauf“ (CD/LP, L’Age d’Or, 1992)
„Unten“ (CD/LP, L’Age d’Or, 1994)
Huah:
„Scheißkapitalismus“ (CD/LP, 1992)
Die Sterne:
„Wichtig“ (CD/LP, 1993)
„Wo ist hier“ (CD/LP, 1999)
Platinum Flaviour:
„Brenner“ - „Various Artists - Y01“ (12 Inch, L’Age d’Or, 2000)
„Wintergospel“ - „Operation Pudel 2001“ (CD/12 Inch, L’Age d’Or, 2001)
Die 5 Freunde:
„Aggro“ (CD/LP, East  West, 1994)
Ninos con Bombas:
„El Nino“ (CD, WEA, 1998)
Diverse Interpreten:
„Camp Imperial“ (CD/LP, L’Age d’Or, 1996)
Remixes:
„Sonnendeck“-Peter Licht
„C’est ma vie“- Phonoboy
„Kaltes Klares Wasser“ - Chicks On Speed (with DJ Koze)
„Dance like it is ok“ - Martini Brös (with DJ Koze)
„Rippin Kittin“ - Golden Boy with Miss Kittin (with Glove)
„Playgirl“ - Ladytron (with Glove)
„Here comes the night“- Ego Express  (with Glove)
„Build A Fire“ - KLF  (with Glove), 2003
„Das bißchen besser“ - Die Sterne (with Glove), 1999